# Jałowy Róg
Jałowy Róg [pronunciación en polaco: /jaˈwɔvɨ ˈruk/] es un asentamiento en el distrito administrativo de Gmina Płaska, dentro del Distrito de Augustów, Voivodato de Podlaquia, en el este de Polonia, cercano a la frontera con Bielorrusia. Se encuentra aproximadamente 11 kilómetros al este de Płaska, 30 kilómetros al este de Augustów, y 89 kilómetros al norte del capital regional, Białystok.